# Vítiazevo (Krasnodar)
Vítiazevo (del ruso: Ви́тязево) es un selo del ókrug urbano de la ciudad-balneario de Anapa del krai de Krasnodar, en el sur de Rusia. Está situado a orillas del limán de Vitiázevo, al sur de la desembocadura en el del río Gostagaika, y a orillas asimismo del mar Negro, en la llanura entre las estribaciones de poniente del Cáucaso Occidental y la costa, 9 km al norte de la ciudad de Anapa y 133 km al oeste de Krasnodar. Tenía 7 202 habitantes en 2010.
Es cabeza del municipio rural Vítiazevskoye.

## Historia
La localidad fue fundada en 1837, como stanitsa Vítiazevskaya, que sería disuelta en 1854. Más tarde, en 1862 se restableció como selo Vítiazevski. En la localidad se estableció una comunidad de griegos pónticos, que sería deportada a Asia Central con motivo de la Gran Guerra Patria y que serían rehabilitados en la década de 1950.

## Lugares de interés
Es un centro turístico por sus playas en el mar Negro y los barros curativos del limán. El paseo marítimo, construido en la década de 1990, imita modelos griegos. A 500 m de la playa se halla el buque Odeski Gorsovet, hundido por las tropas alemanas en 1943.

## Economía y transporte
En el interior, la población está rodeada de viñedos, que son explotados por la bodega local, Vítiazevo. Al este de la localidad se halla el aeropuerto de Vítiazevo, que sirve a la ciudad-balneario de Anapa.

## Galería
- Wikimedia Commons alberga una categoría multimedia sobre Vítiazevo.

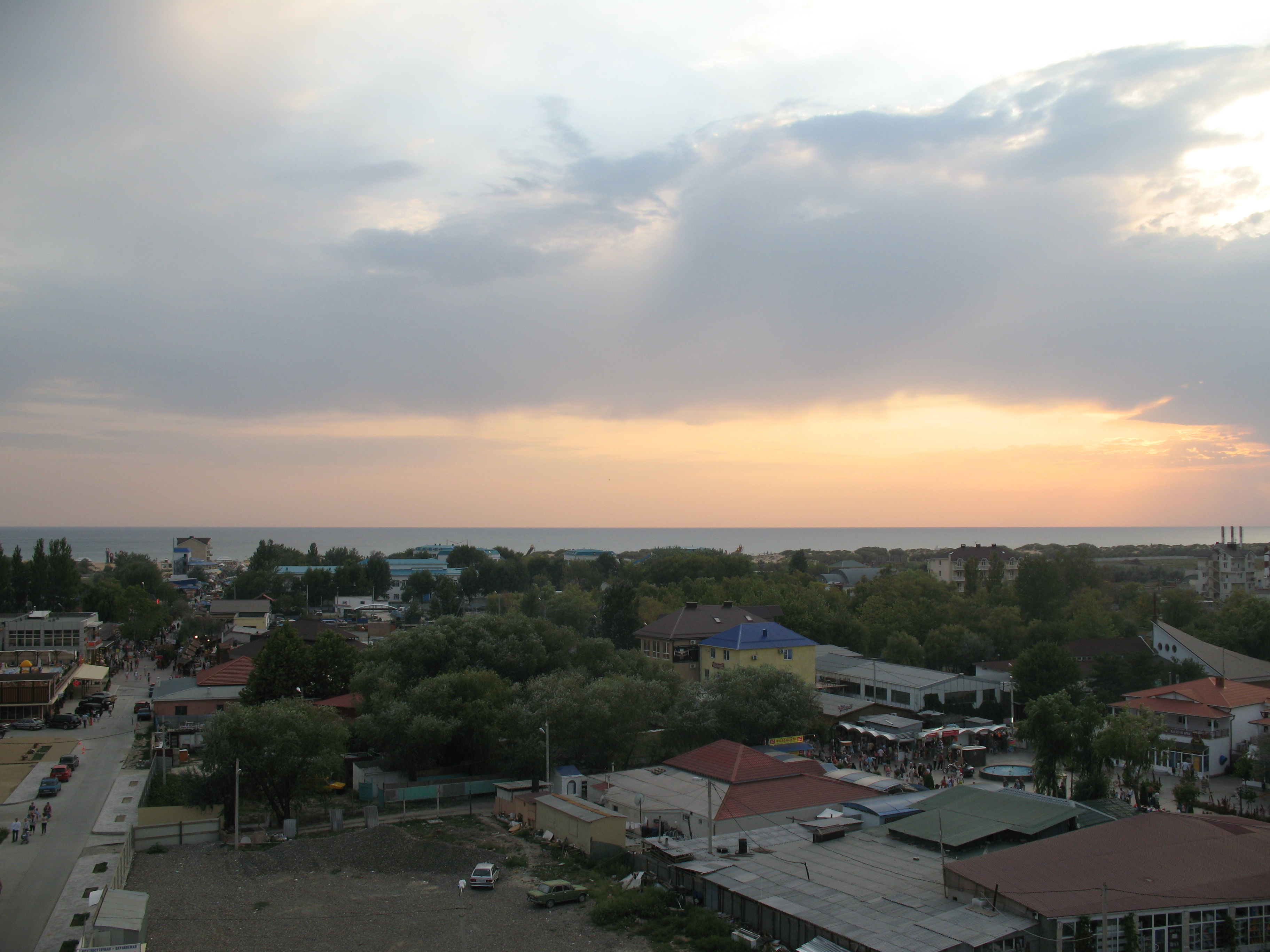
Vista de la localidad.
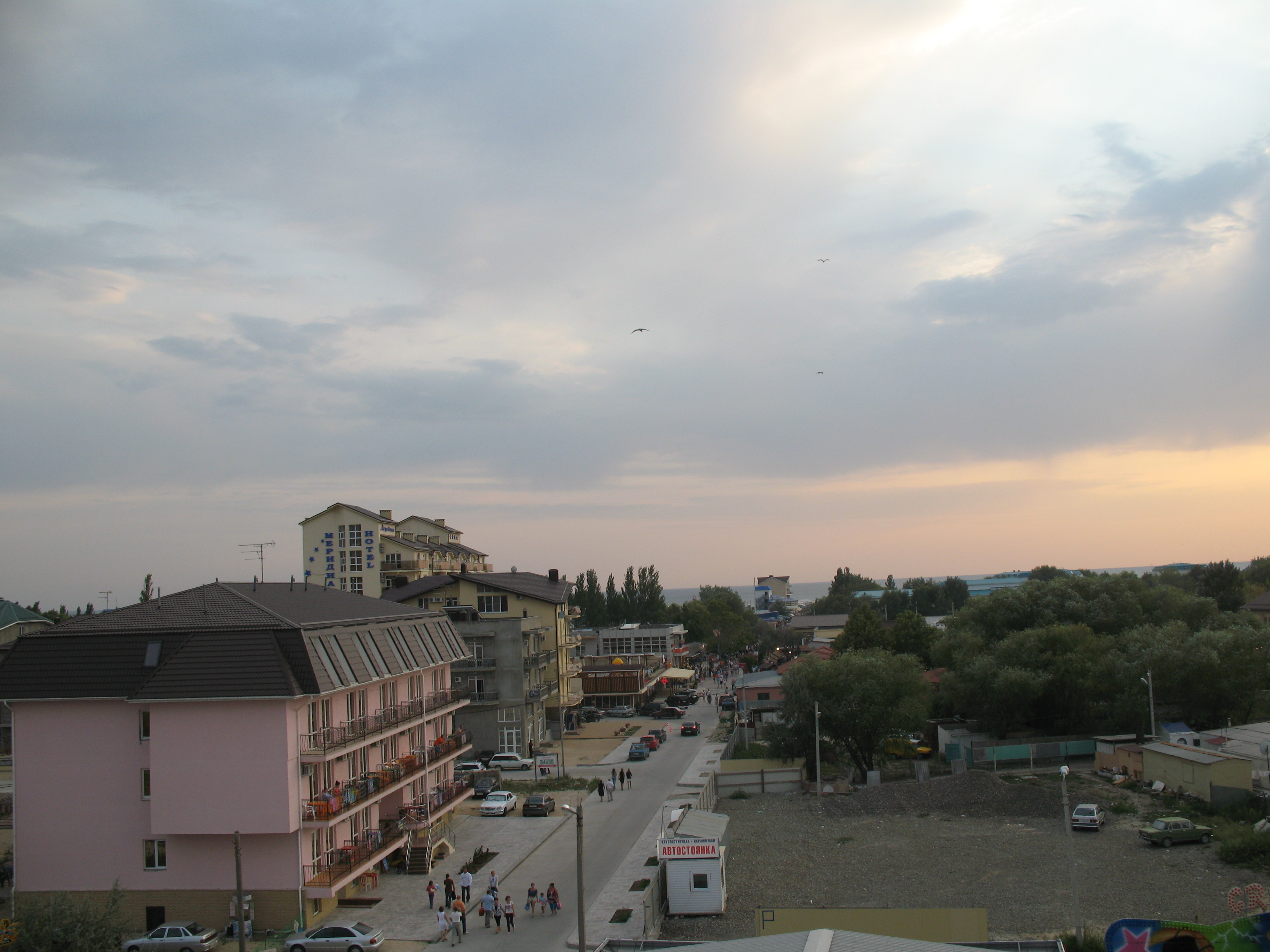
Vista de la localidad.
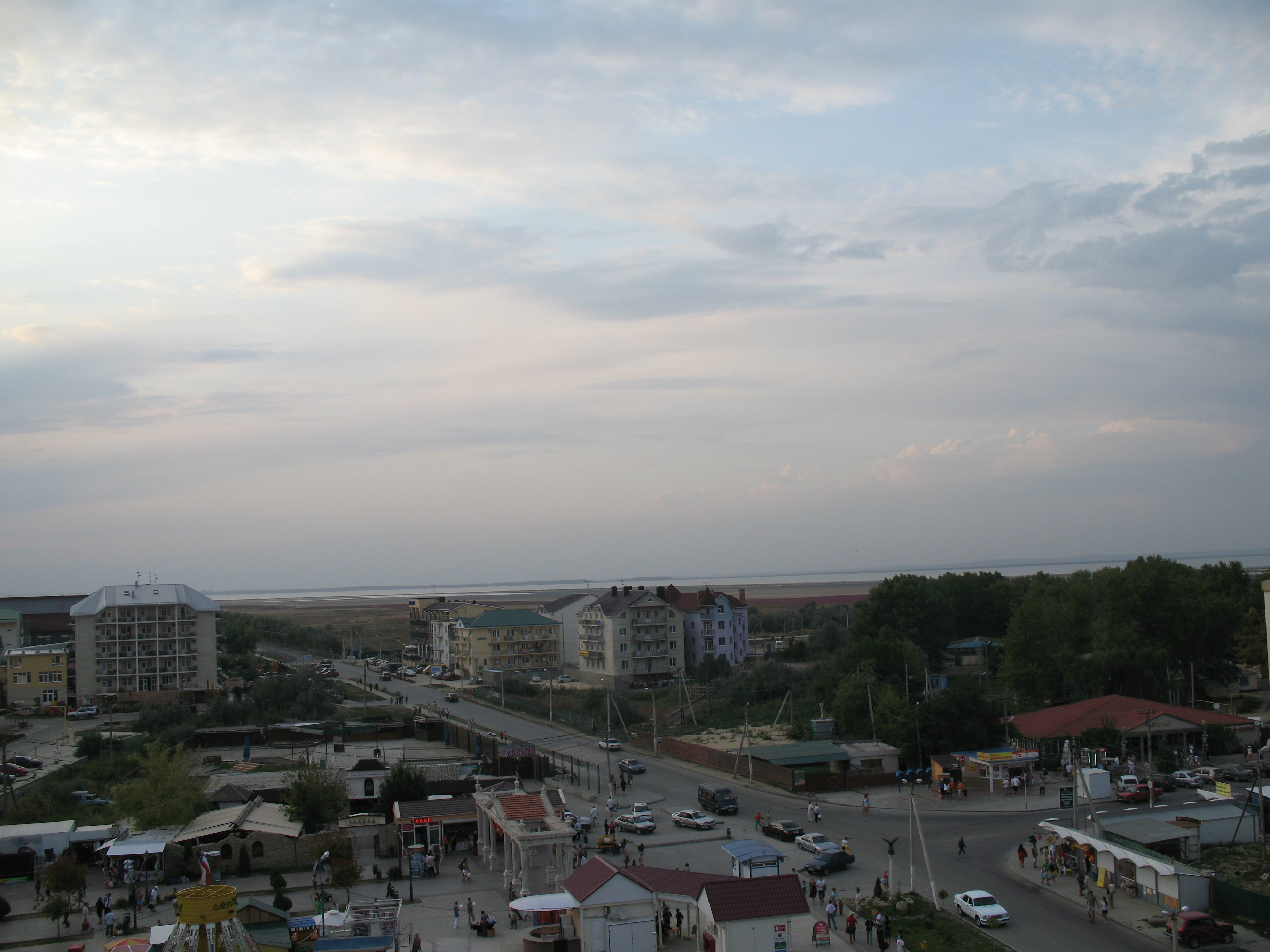
Vista de la localidad.
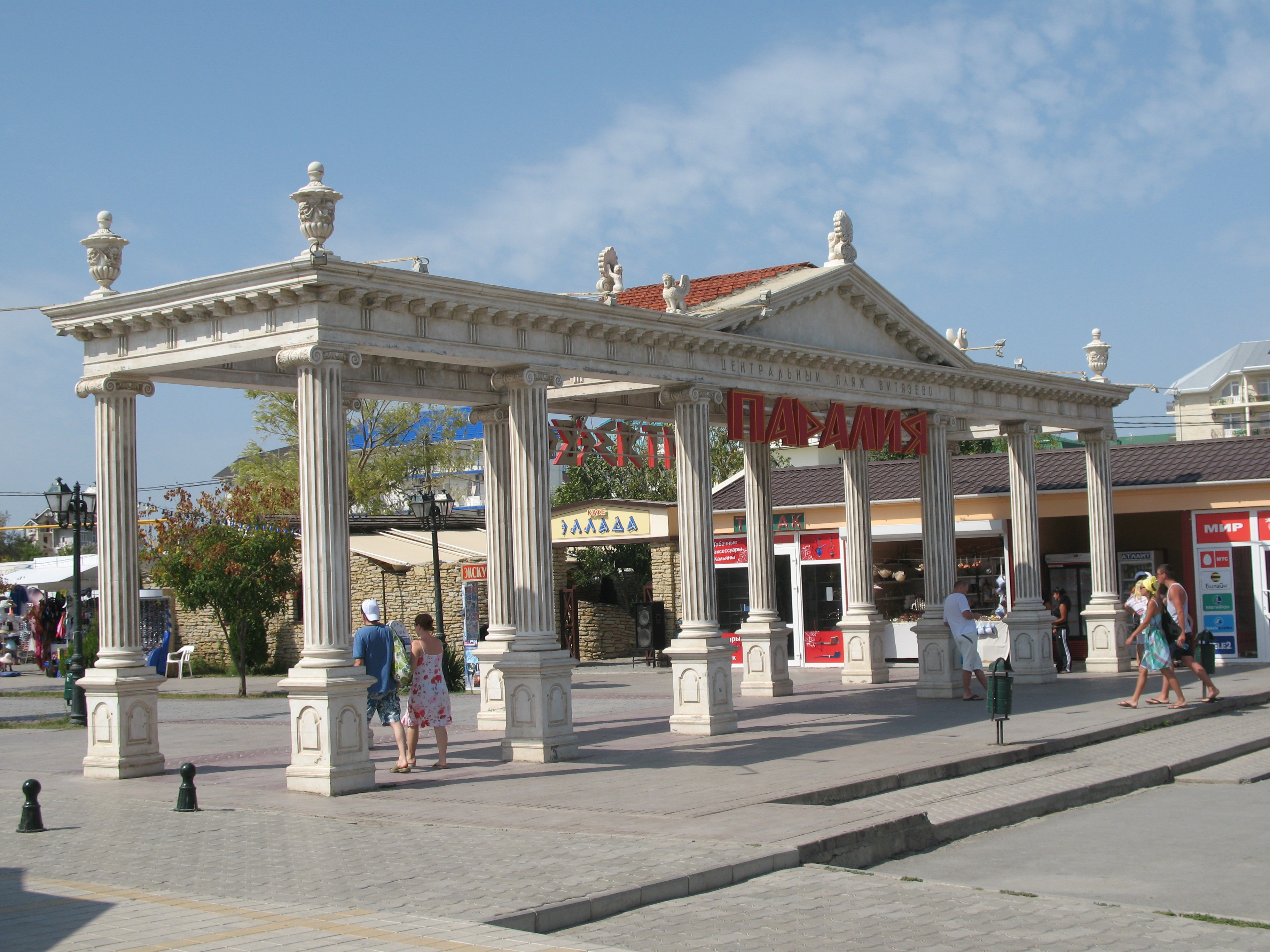
Vista de la localidad.